# Sade Gawanas
Sade Gawanas (* 1989) ist eine namibische Politikerin des Landless People’s Movement (LPM). Sie war vom 1. Dezember 2021 bis zum 19. Januar 2023 Bürgermeisterin der Hauptstadt Windhoek.
Vor ihrer politischen Karriere arbeitete Gawanas als Flugbegleiterin bei der staatlichen Air Namibia. Sie gab den Job auf, weil das namibische Wahlgesetz eine berufliche Tätigkeit bei der Wahl zur Nationalversammlung verbietet. Seit 2018 ist sie Mitglied der LPM und war in der Vergangenheit Teilnehmerin an der Miss-Namibia-Wahl.
Gawanas ist die Nichte von Bience Gawanas, einer ehemaligen Sonderberaterin für Afrika bei den Vereinten Nationen.